# Dorfkirche Badingen (Bismark)

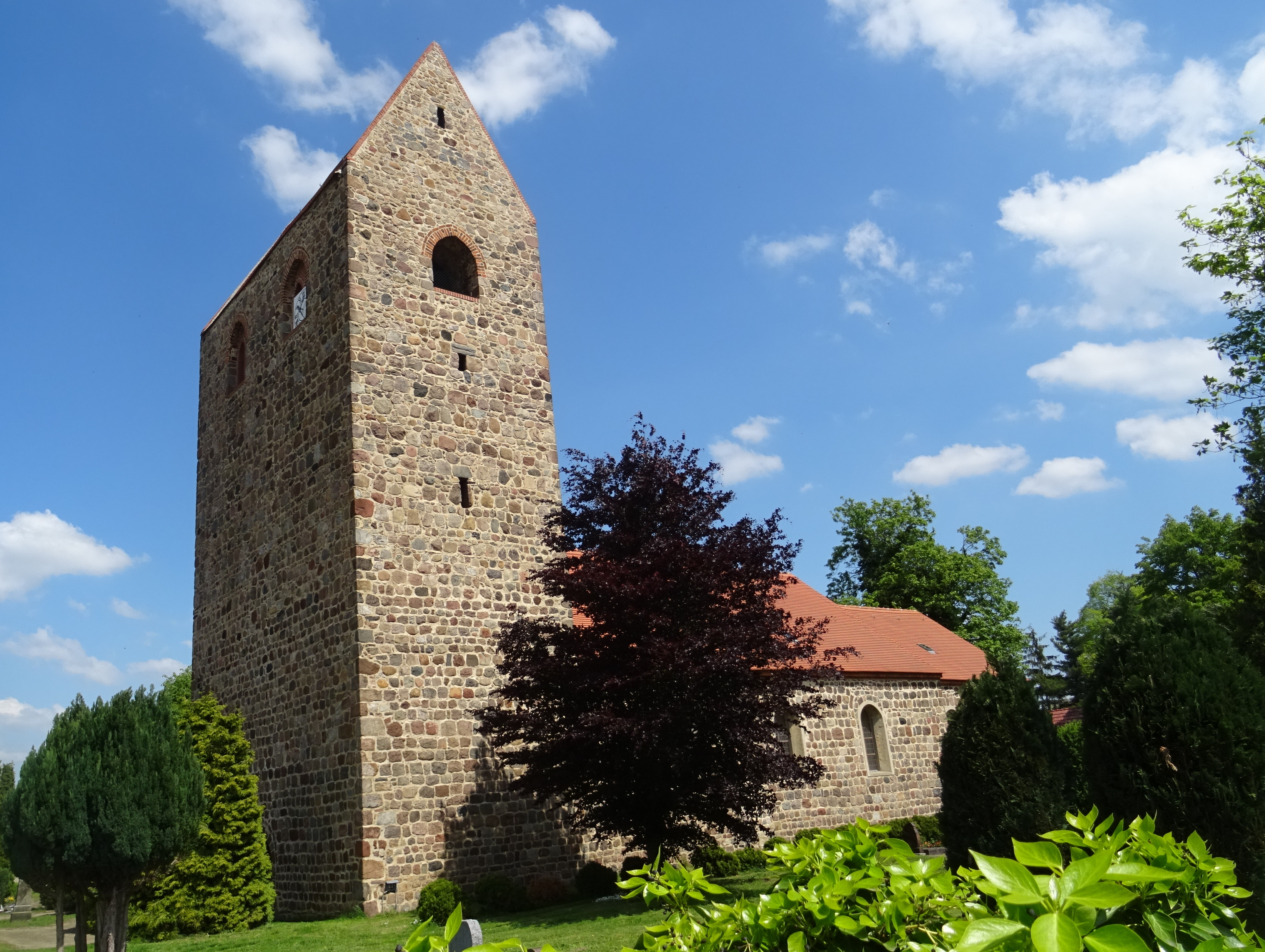
Dorfkirche Badingen

Die evangelische Dorfkirche Badingen ist eine romanische Saalkirche im Ortsteil Badingen von Bismark (Altmark) im Landkreis Stendal in Sachsen-Anhalt. Sie gehört zum Pfarrbereich Kläden im Kirchenkreis Stendal der Evangelischen Kirche in Mitteldeutschland.

## Geschichte und Architektur
Die Kirche ist eine stattliche romanische Saalkirche aus Feldsteinmauerwerk mit eingezogenem nahezu quadratischem Chor und einem mächtigen Westquerturm. Die Sturzbohle zwischen Schiff und Chor wurde dendrochronologisch auf das Jahr 1187 (d) datiert. In der Nordwand des Chores ist die Priesterpforte mit abgetrepptem Rundbogenportal und Kämpfergesimsen erhalten, das Nord- und das Südportal des Schiffes sind vermauert. Am Westturm sind gekuppelte spitzbogige Schallöffnungen aus Backstein eingefügt in leicht spitzbogige Öffnungen aus Feldstein. Die Bauteile sind mit Satteldächern gedeckt. Im Jahr 1853 erfolgte ein umfassender Umbau, dabei wurden die Fenster vergrößert, das Westportal eingebrochen und die Außenmauern erhöht, wobei die Dachneigung verringert wurde. Das Innere zeigt eine flache Holzbalkendecke und einen runden Triumphbogen, im Turm sind Quertonnengewölbe eingezogen.

## Ausstattung
Das hölzerne Altarretabel stammt vom Ende des 18. Jahrhunderts und zeigt einen Kruzifixus vor einer durch Palmstämme gerahmten Mitteltafel, seitlich sind zwei Engel mit Kelch und Hostie angeordnet, das Ganze wird bekrönt von einer Strahlenglorie. Die hölzerne Kanzel stammt vom Ende des 18. Jahrhunderts, auf einer blattgeschmückten Säule ruht der polygonale Korb mit spärlichen Akanthusvoluten und kleinen Engelsköpfen. Im Turmraum ist ein achteckiger Taufstein ohne Fuß aus dem 11. Jahrhundert aufgestellt. Ein Epitaph erinnert an Hans Ernst Friedrich von Rundstedt († 1745), die Inschrifttafel ist von Akanthusvoluten eingefasst, der Aufsatz von zwei wappenhaltenden Engeln flankiert. Drei Glocken bilden das Geläut, davon wurde eine mit 1,14 m Durchmesser im Jahr 1899 durch die Glockengießerei Ulrich in Apolda gegossen, die anderen beiden Stahlglocken ersetzen eine im Ersten Weltkrieg eingeschmolzene Glocke.

## Umgebung
Ein spätgotisches zweiteiliges Friedhofstor mit rundbogiger Durchfahrt und stichbogiger Fußgängerpforte aus Backstein aus der Zeit um 1500 erschließt den Kirchhof, im Westteil der Friedhofsmauer ist das Steinkreuz Badingen aus der Zeit um 1440 eingelassen.